# ستيف هاريس
ستيف هاريس (بالإنجليزية: Steve Harris)‏ مواليد 12 مارس 1956 في إسكس، إنجلترا، هو مغني وكاتب غنائي وموسيقي إنجليزي بدأ مسيرته الفنية عام 1972.